# Rufus (Band)
Rufus war eine US-amerikanische Funkband, die in den 1970er Jahren populär und das musikalische Sprungbrett für die Sängerin Chaka Khan war.

## Biografie
Nachdem sich die Rockband The American Breed Ende der 1960er Jahre aufgelöst hatte, gründeten ehemalige Mitglieder im Jahr 1970 in Chicago, Illinois, zunächst die Soul- und Funkband Ask Rufus. Als 1974 der Sänger Ron Stockert die Band verließ, nannte diese sich nur noch Rufus. Mit dem von Stevie Wonder komponierten Lied Tell Me Something Good (1974, US Platz 3) und Chaka Khan als Leadsängerin begann ein Aufstieg, der die Band durch die gesamten 1970er Jahre auf vorderen Hitparadenpositionen hielt.
Nach vielen Umbesetzungen und mehreren Umbenennungen (Rufus featuring Chaka Khan, Chaka Khan and Rufus) verließ Chaka Khan, die zuvor bereits Soloprojekte gestartet hatte, Anfang der 1980er Jahre endgültig die Band und konzentrierte sich ausschließlich auf eine Solokarriere.

## Mitglieder

### Originalbesetzung
- Al Ciner (Gitarre, bis 1974)
- Kevin Murphy (Keyboards, bis 1977)
- Lee Graziano (Schlagzeug, bis 1973)
- Chuck Colbert (Bassgitarre, bis 1973)
- Paulette McWilliams (Gesang, bis 1973)
- Willie Weeks (Bassgitarre, bis 1973)
- James Stella (Gesang, bis 1973)

### Weitere Mitglieder
- Dennis Belfield (Bassgitarre, 1973–1974)
- Robert „Bobby“ Watson (Bassgitarre, ab 1974)
- Chaka Khan (Gesang, ab 1973)
- Andre Fischer (Schlagzeug, 1973–1978)
- John „JR“ Robinson (Schlagzeug, ab 1978)
- Tony Maiden (Gitarre, ab 1974)
- Ron Stockert (Gesang, 1973–1974)
- David Wolinski „Hawk“ (Keyboard, ab 1977)

## Diskografie

### Alben
| Jahr | Titel                        | Höchstplatzierung, Gesamtwochen, AuszeichnungChartplatzierungen (Jahr, Titel, Platzierungen, Wochen, Auszeichnungen, Anmerkungen) | Höchstplatzierung, Gesamtwochen, AuszeichnungChartplatzierungen (Jahr, Titel, Platzierungen, Wochen, Auszeichnungen, Anmerkungen) | Höchstplatzierung, Gesamtwochen, AuszeichnungChartplatzierungen (Jahr, Titel, Platzierungen, Wochen, Auszeichnungen, Anmerkungen) | Anmerkungen                                                                   |
| Jahr | Titel                        | DE | UK | US | Anmerkungen                                                                   |
| ---- | ---------------------------- | --- | --- | --- | ----------------------------------------------------------------------------- |
| 1973 | Rufus                        | — | — | US175 (6 Wo.)US | erschien 1977 in Deutschland als Pop Gold                                     |
| 1974 | Rags to Rufus                | — | — | US4 Gold · (30 Wo.)US | feat. Chaka Khan                                                              |
| 1975 | Rufusized                    | — | UK48 (2 Wo.)UK | US7 Gold · (24 Wo.)US | feat. Chaka Khan                                                              |
| 1976 | Rufus Featuring Chaka Khan   | — | — | US7 Gold · (32 Wo.)US | feat. Chaka Khan                                                              |
| 1977 | Ask Rufus                    | — | — | US12 Platin · (25 Wo.)US | feat. Chaka Khan                                                              |
| 1978 | Street Player                | — | — | US14 Gold · (26 Wo.)US | mit Chaka Khan                                                                |
| 1979 | Masterjam                    | — | — | US14 Gold · (26 Wo.)US | Rufus & Chaka                                                                 |
| 1979 | Numbers                      | — | — | US81 (9 Wo.)US |                                                                               |
| 1981 | Camouflage                   | — | — | US98 (14 Wo.)US | mit Chaka Khan                                                                |
| 1981 | Party ’Til You’re Broke      | — | — | US73 (11 Wo.)US |                                                                               |
| 1983 | Live – Stompin’ at the Savoy | — | UK64 (5 Wo.)UK | US50 (33 Wo.)US | mit Chaka Khan live aufgenommen im Februar 1982 im Savoy Theatre von New York |

Weitere Alben
- 1983: Seal in Red

### Kompilationen
- 1982: The Very Best Of
- 1984: Twelve Inches on Tape
- 1995: Rufusized & Masterjam (2 CDs)
- 1997: Tell Me Something Good

### Singles
| Jahr | Titel Album                                            | Höchstplatzierung, Gesamtwochen, AuszeichnungChartplatzierungen (Jahr, Titel, Album, Platzierungen, Wochen, Auszeichnungen, Anmerkungen) | Höchstplatzierung, Gesamtwochen, AuszeichnungChartplatzierungen (Jahr, Titel, Album, Platzierungen, Wochen, Auszeichnungen, Anmerkungen) | Höchstplatzierung, Gesamtwochen, AuszeichnungChartplatzierungen (Jahr, Titel, Album, Platzierungen, Wochen, Auszeichnungen, Anmerkungen) | Anmerkungen                   |
| Jahr | Titel Album                                            | DE | UK | US | Anmerkungen                   |
| ---- | ------------------------------------------------------ | --- | --- | --- | ----------------------------- |
| 1974 | Tell Me Something Good Rags to Rufus                   | — | — | US3 Gold · (17 Wo.)US |                               |
| 1974 | You Got the Love Rags to Rufus                         | — | — | US11 (16 Wo.)US |                               |
| 1975 | Once You Get Started Rufusized                         | — | — | US10 (13 Wo.)US |                               |
| 1975 | Please Pardon Me (You Remind Me of a Friend) Rufusized | — | — | US48 (6 Wo.)US |                               |
| 1976 | Sweet Thing Rufus Featuring Chaka Khan                 | — | — | US5 Gold · (21 Wo.)US |                               |
| 1976 | Dance wit Me Rufus Featuring Chaka Khan                | — | — | US39 (8 Wo.)US |                               |
| 1977 | At Midnight (My Love Will Lift You Up) Ask Rufus       | — | — | US30 (12 Wo.)US |                               |
| 1977 | Hollywood Ask Rufus                                    | — | — | US32 (8 Wo.)US |                               |
| 1979 | Do You Love What You Feel Masterjam                    | — | — | US30 (15 Wo.)US |                               |
| 1981 | Sharing the Love Camouflage                            | — | — | US91 (5 Wo.)US |                               |
| 1983 | Ain’t Nobody Stompin’ at the Savoy                     | DE9 (21 Wo.)DE | UK6 ×2Doppelplatin · (21 Wo.)UK | US22 (19 Wo.)US | Charteintritt in DE erst 1989 |

Weitere Singles
| - 1971: Brand New Day - 1971: Follow the Lamb - 1973: Slip ’n Slide - 1973: Feel Good - 1973: Whoever’s Thrilling You (Is Killing Me) - 1974: Stop On By - 1975: Jive Talkin’ - 1976: Have a Good Time - 1977: Everlasting Love - 1978: Ain’t Nobody Like You - 1978: Keep It Together | - 1978: Blue Love - 1978: Stay - 1979: Do You Love What You Feel (ohne Chaka Khan) - 1979: I’m Dancing for Your Love - 1979: Any Love - 1981: Hold On to a Friend - 1981: Tonight We Love - 1981: Party ’Til You’re Broke - 1981: Better Together - 1983: Take It to the Top - 1983: One Million Kisses |

## Auszeichnungen für Musikverkäufe
Anmerkung: Auszeichnungen in Ländern aus den Charttabellen bzw. Chartboxen sind in ebendiesen zu finden.
| Land/RegionAuszeichnungen für Musikverkäufe (Land/Region, Auszeichnungen, Verkäufe, Quellen) | Gold     | Platin     | Verkäufe  | Quellen   |
| -------------------------------------------------------------------------------------------- | -------- | ---------- | --------- | --------- |
| Vereinigte Staaten (RIAA)                                                                    | 7× Gold7 | Platin1    | 5.500.000 | riaa.com  |
| Vereinigtes Königreich (BPI)                                                                 | —        | 2× Platin2 | 1.200.000 | bpi.co.uk |
| Insgesamt                                                                                    | 7× Gold7 | 3× Platin3 |           |           |